# يوهان أرهارد كاب
يوهان أرهارد كاب (بالألمانية: Johann Erhard Kapp)‏ هو كاتب ومؤلف ومؤرخ ألماني، ولد في 23 مارس 1696 في أوبركوتزآو في ألمانيا، وتوفي في 7 فبراير 1756 في لايبزيغ في ألمانيا.